# Adele Frollani
Adele Frollani (Roma, 4 agosto 1974) è un'ex calciatrice italiana, di ruolo difensore.
Rimase legata alla Lazio per tutto l'arco della sua carriera, società con la quale è stata campione d'Italia nel 2002 (Enterprise Lazio) e ha conquistato due Coppe Italia. Ha inoltre indossato la maglia della nazionale italiana al Mondiale degli Stati Uniti 1999, e all'Europeo di Germania 2001.

## Palmarès

### Club
- Campionato italiano: 1

Lazio: 2001-2002
- Coppa Italia: 2

Lazio: 1998-1999, 2002-2003